# Alexander Prent
Pour les articles homonymes, voir Prent.
Alexander Prent est un footballeur néerlandais né le 25 mai 1983 à Utrecht,.
.

## Palmarès
- Champion du Viêt-Nam 2012